# Славута
Славута (на украински: Славута) е град в Хмелницка област на Украйна. Влиза в състава на Шепетовски район. До 2020 г. е административен център на закрития Славутски район.

## Географско положение
Намира се на 112 км от областния център Хмелницки, на реките Горин и Утка (десен приток на Горин).

## История
За първи път се споменава под името Славутин през 1619 година.
През 1754 г. Славута получава магдебургско право.
До началото на 20 век Славута е град в Заславски уезд на Волинска губерния с 5,4 хиляди жители. До 1917 г. е резиденция на князете Сангушко.
През февруари 1924 г. Славута става място на дислокацията на 20-и граничен отряд.
От 15 май 1935 г. в града се намира 26-а кавалерийска дивизия на 7-и кавалерийски корпус на Украинския военен окръг. През 1938 г. дивизията е разформирана.
От 9 юли 1940 г. до 22 юни 1941 г. тук е разположена 14-а кавалерийска дивизия на 5-и кавалерийски корпус.
След началото на Втората световна война, на 4 юли 1941 г. градът е овладян от настъпващите германски войски.
На 15 януари 1944 г. е освободен от съветския партизански отряд на Иван Музальов от Каменец-Подолския партизански отряд, на същия ден в града влиза и 266-а стрелкова дивизия на Първи украински фронт.
През септември 2002 г. заводът за железобетонни изделия в Славута е обявен в несъстоятелност, през септември 2009 г. е образувано дело за несъстоятелност и на завода за покривни филцове (обявен в несъстоятелност през февруари 2010 г.).
Към 1 януари 2013 г. населението на града е 35 625 души.

## Култура
Културни институции на град Славута:
- Исторически музей;
- Дворец на културата
- Градски център за култура и отдих, състоящ се от 2 структурни подразделения:
  - Парк за култура и отдих „Ф. Михайлов“;
  - Кино „Тарас Шевченко“;
- Славутска детска школа за изкуства.

Градът има общински духов оркестър и учебно-възпитателен комплекс.

## Промишленост
Градът разполага със: завод за производство на стъкло, дървообработващ комбинат, фабрика Стройфарфор („Стройфаянс“), предприятия от хранителната промишленост, включително: хлебозавод, комбинат за масло, завод за сушене на цикория, малцов завод, пивоварна, месокомбинат, както и две шивашки фабрики и ремонтно-механичен завод. Три големи предприятия за материали за баня.

## Търговия
В града се намират супермаркети „Економ“ и „Наш край“, както и магазини на веригите „Рута“ и „АТБ“, хипермаркет „Епицентър“, централно кафене и най-дългата пейка в Украйна.

## Забележителности
- Катедрала „Рождество Богородично“
- Църква „Св. Дорота“
- Дворец на князете Сангушко (XVIII век, бивша военна болница)
- Международен мемориален комплекс „Поле на паметта“
- Парк „Тарас Шевченко“

## Галерия
- Църква
- Градски парк
- Църква Св. Дорота
- Дворец на князете Сангушко
- Катедрала „Рождество Богородично“

## Рекорди на Украйна
На 17 септември 2012 г. градът записва 2 рекорда на Украйна – за най-дълга пейка и шит градски флаг. Пейката е с дължина 213,12 м и може да побере 500 души. Размерът на флага е 2 на 3 метра, шит е от 12 хиляди жители и гости на града.

## Известни жители
- Валери Астахов (1964) – Заслужил артист на Украйна.
- Евсей Либерман (2 октомври 1897 – 11 ноември 1981 г.) – съветски икономист, участник в разработването на концепцията за икономическа реформа през 1965 г.